# Constrictor
För knopen, se constrictor (knop)
Constrictor är ett musikalbum av Alice Cooper, som gavs ut 1986. Alice Cooper återvände i och med detta album till hårdrocken efter diverse musikaliskt experiment i början av 1980-talet. Albumet sålde måttligt, men den påkostade och spektakulära scenshowen förde tillbaka Alice Cooper i rampljuset.
"He's Back (The Man Behind the Mask)" i en annorlunda mix var ledmotiv till filmen Fredagen den 13:e del 6 - Jason lever där även låtarna "Teenage Frankenstein" och "Hard Rock Summer" användes. Den sistnämnda släpptes dock inte förrän 1999, då den ingick i samlingsboxen The Life & Crimes Of Alice Cooper. "He's Back (The Man Behind The Mask)" floppade globalt men just i Sverige klättrade den så högt som till fjärde plats på singellistan.
En demo spelades in för "He's Back (The Man Behind The Mask)" som var helt annorlunda jämfört med den färdiga albumversionen. Demoversion omarbetades lite grann, fick en ny text och inkluderades på albumet som "Trick Bag". Mixen av "He's Back (The Man Behind The Mask)" som användes för Fredag den 13:e del 6 - Jason lever finns också bara tillgänglig på The Life & Crimes Of Alice Cooper.

## Låtlista
1. "Teenage Frankenstein" – 3:40
2. "Give It Up" – 4:13
3. "Thrill My Gorilla" – 2:56
4. "Life and the Death of the Party" – 3:45
5. "Simple Disobedience" – 3:30
6. "The World Needs Guts" – 3:59
7. "Trick Bag" – 4:18
8. "Crawlin'" – 3:22
9. "The Great American Success Story" – 3:38
10. "He's Back (The Man Behind the Mask)" – 3:49